# Gai Furni (tribú 50 aC)
Gai Furni (en llatí: Gaius Furnius) va ser un magistrat romà del segle i aC.
Va ser tribú de la plebs l'any 50 aC i amic de Ciceró. A proposta seva, Ciceró fou cridat després d'estar un any a Cilícia i el senat li va concedir una supplicatio. La clàusula inclosa per Furni que condicionava el retorn de Ciceró al fet que els parts romanguessin tranquils a l'estiu de l'any 50, no va agradar a Ciceró, perquè l'estiu era el temps més freqüent en què es produïen atacs aïllats.
Es va oposar a la proposta dels optimats de què Juli Cèsar havia de renunciar immediata i incondicionalment al proconsolat de la Gàl·lia. El 49 aC, iniciada la Segona guerra civil, Cèsar el va enviar a Ciceró amb una carta.
Ciceró també el va recomanar l'any 43 aC a Luci Munaci Planc que era procònsol a la Gàl·lia Transalpina, on Furni fou legat del procònsol durant la guerra entre Marc Antoni i Octavi August i romangué al càrrec fins a la batalla de Filipos el 42 aC.
Durant la guerra entre Marc Antoni i Octavi, va informar a Ciceró dels sentiments de les legions i comandants a Hispània i la Gàl·lia. A la guerra de Perusa va prendre partit per Luci Antoni; va defensar Sentínum (Úmbria) contra Octavi August. Va ser un dels tres oficials comissionats per Luci Antoni per negociar la rendició de Perusa i com que fou molt ben rebut per Octavi va despertar sospites entre els antonians.
L'any 35 aC era prefecte (governador) d'Àsia sota Marc Antoni i va fer presoner a Sext Pompeu que havia anat a la zona després de la seva derrota a mans d'Agripa el 36 aC. Després de la batalla d'Àccium (31 aC) es va reconciliar amb August per mediació del seu fill Gai Furni, i va rebre el rang de senador consular essent nomenat un dels cònsols sufectes de l'any 29 aC.
Després va ser procònsol de la Tarraconesa. Tenint assetjats als càntabres al Setge de Castro Medulio el 22 aC, aquests es van suïcidar enverinant-se o ferint-se amb espases.